# Sluis (beeld)
Sluis is een driedelig kunstwerk van Lon Pennock, staande in Amsterdam-Oost.
De beeldengroep staat op de plaats waar de Kruislaan in een bocht overgaat in de Rozenburglaan en waar een fietspad onder de Gooiseweg voert. Aan de oostzijde van de groep is brug 168 te vinden, aan de westzijde Kruislaanbrug (brug 458), waarover de Gooiseweg loopt. De groep bestaat uit drie metalen kolommen van verschillende hoogte, breedte en diepte van cortenstaal. De kunstenaar hield zich op de vlakte van wat het beeld weergeeft/de beelden weergeven, zelfs de titel is niet bij het beeld terug te vinden. 